# Post-Telekom-Sportverein 1925 Aachen 2021-2022 (pallavolo femminile)
Questa voce raccoglie le informazioni riguardanti il Post-Telekom-Sportverein 1925 Aachen nelle competizioni ufficiali della stagione 2021-2022.

## Stagione
Il Post-Telekom-Sportverein 1925 Aachen partecipa alla stagione 2021-22 con la denominazione sponsorizzata Ladies in Black Aachen.
Partecipa alla 1. Bundesliga, classificandosi al sesto posto in regular season, eliminato poi ai quarti di finale dei play-off scudetto dal Potsdam. In Coppa di Germania, invece, esce di scena agli ottavi di finale, sconfitto dal Vilsbiburg.

## Organigramma societario
Area direttiva
- Presidente: Sebastian Albert

Area tecnica
- Allenatore: Guillermo Gallardo
- Allenatore in seconda: Mareike Hindriksen
- Assistente allenatore: Christian Mohr
- Scoutman: Johannes Esser

Area sanitaria
- Medico: Michael Neuß
- Fisioterapista: Stefan Braunsdorf, Johannes Quandel

## Rosa
| N° | Nome                | Ruolo | Data di nascita   | Nazionalità sportiva |
| -- | ------------------- | ----- | ----------------- | -------------------- |
| 2  | Lindsay Dowd        | P     | 14 maggio 1991    | Stati Uniti          |
| 4  | Lena Vedder         | S     | 12 agosto 1995    | Germania             |
| 5  | Eva Hodanová        | S     | 18 dicembre 1993  | Rep. Ceca            |
| 6  | Barbora Koseková    | P     | 22 novembre 1994  | Slovacchia           |
| 8  | Jana Franziska Poll | S     | 7 maggio 1988     | Germania             |
| 9  | Tess Clark          | C     | 17 giugno 1996    | Stati Uniti          |
| 10 | Lydia Stemmler      | O     | 20 luglio 2001    | Germania             |
| 11 | Maja Löcker         | L     | 16 settembre 2003 | Germania             |
| 13 | Annie Cesar         | L     | 26 aprile 1997    | Germania             |
| 14 | Lara Vukasović      | O     | 10 novembre 1994  | Croazia              |
| 15 | Sophie Fallah       | C     | 23 novembre 2004  | Germania             |
| 17 | Hanna Kalinoŭskaja  | C     | 17 maggio 1985    | Bielorussia          |
| 18 | Leonie Schwertmann  | C     | 12 gennaio 1994   | Germania             |

## Statistiche

### Statistiche di squadra
| Competizione      | Punti | In casa | In casa | In casa | In trasferta | In trasferta | In trasferta | Totale | Totale | Totale |
| Competizione      | Punti | G       | V       | P       | G            | V            | P            | G      | V      | P      |
| ----------------- | ----- | ------- | ------- | ------- | ------------ | ------------ | ------------ | ------ | ------ | ------ |
| 1. Bundesliga     | 35    | 12      | 6       | 6       | 12           | 5            | 7            | 24     | 11     | 13     |
| Coppa di Germania | -     | 0       | 0       | 0       | 1            | 0            | 1            | 1      | 0      | 1      |
| Totale            | -     | 12      | 6       | 6       | 13           | 5            | 8            | 25     | 11     | 14     |

G = partite giocate; V = partite vinte; P = partite perse

### Statistiche dei giocatori
| Giocatrice      | 1. Bundesliga | 1. Bundesliga | 1. Bundesliga | 1. Bundesliga | 1. Bundesliga | Coppa di Germania | Coppa di Germania | Coppa di Germania | Coppa di Germania | Coppa di Germania | Totale | Totale | Totale | Totale | Totale |
| Giocatrice      | P             | PT            | AV            | MV            | BV            | P                 | PT                | AV                | MV                | BV                | P      | PT     | AV     | MV     | BV     |
| --------------- | ------------- | ------------- | ------------- | ------------- | ------------- | ----------------- | ----------------- | ----------------- | ----------------- | ----------------- | ------ | ------ | ------ | ------ | ------ |
| A. Cesar        | 24            | 0             | 0             | 0             | 0             | 1                 | 0                 | 0                 | 0                 | 0                 | 25     | 0      | 0      | 0      | 0      |
| T. Clark        | 18            | 101           | 61            | 31            | 9             | 1                 | 3                 | 3                 | 0                 | 0                 | 19     | 104    | 64     | 31     | 9      |
| L. Dowd         | 21            | 17            | 5             | 3             | 9             | 1                 | 1                 | 1                 | 0                 | 0                 | 22     | 18     | 6      | 3      | 9      |
| S. Fallah       | 0             | 0             | 0             | 0             | 0             | -                 | -                 | -                 | -                 | -                 | 0      | 0      | 0      | 0      | 0      |
| E. Hodanová     | 21            | 209           | 169           | 28            | 12            | 1                 | 6                 | 4                 | 2                 | 0                 | 22     | 215    | 173    | 30     | 12     |
| H. Kalinoŭskaja | 22            | 215           | 147           | 59            | 9             | 1                 | 11                | 6                 | 5                 | 0                 | 23     | 226    | 153    | 64     | 9      |
| B. Koseková     | 23            | 41            | 10            | 18            | 13            | 1                 | 0                 | 0                 | 0                 | 0                 | 24     | 41     | 10     | 18     | 13     |
| M. Löcker       | 5             | 0             | 0             | 0             | 0             | -                 | -                 | -                 | -                 | -                 | 5      | 0      | 0      | 0      | 0      |
| J.F. Poll       | 24            | 354           | 299           | 34            | 21            | 1                 | 11                | 9                 | 1                 | 1                 | 25     | 365    | 308    | 35     | 22     |
| L. Schwertmann  | 23            | 100           | 65            | 24            | 11            | 1                 | 4                 | 4                 | 0                 | 0                 | 24     | 104    | 69     | 24     | 11     |
| L. Stemmler     | 22            | 121           | 108           | 8             | 5             | 1                 | 6                 | 5                 | 0                 | 1                 | 23     | 127    | 113    | 8      | 6      |
| L. Vedder       | 22            | 127           | 104           | 9             | 14            | 1                 | 5                 | 4                 | 0                 | 1                 | 23     | 132    | 108    | 9      | 15     |
| L. Vukasović    | 18            | 151           | 134           | 13            | 4             | -                 | -                 | -                 | -                 | -                 | 18     | 151    | 134    | 13     | 4      |

P = presenze; PT = punti totali; AV = attacchi vincenti; MV = muri vincenti; BV = battute vincenti